# Velikotarnovská oblast
Velikotarnovská oblast je jedna z oblastí Bulharska. Leží na centrálním severu země a jejím hlavním městem je Veliko Tarnovo.
Oblast hraničí na východě s Rusenskou a Targovišťskou oblastí, na jihu se Slivenskou a Starozagorskou oblastí a na západě s Gabrovskou, Lovečskou a Plevenskou oblastí.

## Administrativní dělení
Oblast se administrativně dělí na 10 obštin.

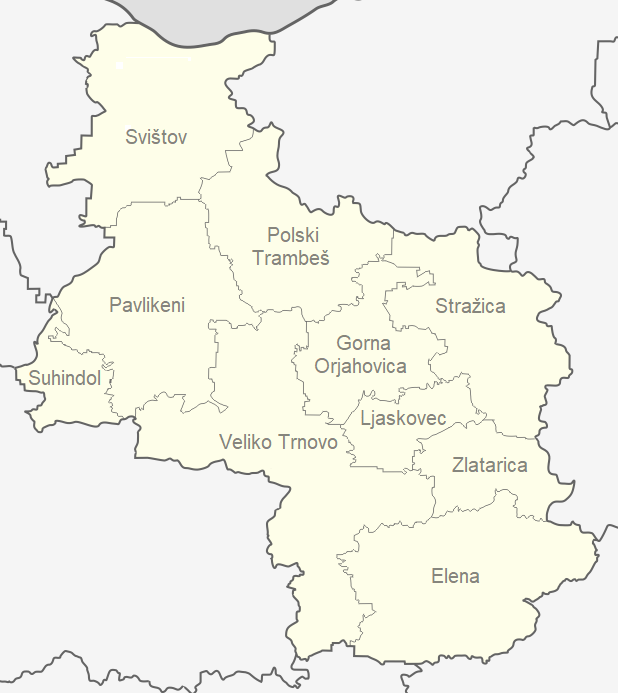
Velikotarnovská oblast

| Obština - Elena - Gorna Orjachovica - Ljaskovec - Pavlikeni - Polski Trămbeš - Stražica - Suchindol - Svištov - Veliko Tarnovo - Zlatarica | Sídlo - Elena - Gorna Orjachovica - Ljaskovec - Pavlikeni - Polski Trămbeš - Stražica - Suchindol - Svištov - Veliko Tarnovo - Zlatarica |

## Města
Správním střediskem oblasti je Veliko Tarnovo. Kromě sídelních měst jednotlivých obštin se zde nacházejí města Bjala Čerkva, Debelec, Dolna Orjachovica, a Kilifarevo.

## Obyvatelstvo
V oblasti žije 242 776 obyvatel a je zde trvale hlášeno 249 497 obyvatel. Podle sčítáni 7. září 2021 bylo národnostní složení následující:
- Bulhaři: 178 491 (91.5 %)
- Turci: 11 348 (5.8 %)
- Romové: 3 655 (1.9 %)
- ostatní: 1 652 (0.8 %)